# Кружок качества
Кружок качества (кружок контроля качества) — группа работников завода (фабрики), регулярно собирающихся на добровольных началах для выявления проблем, влияющих на эффективность производства и качества продукции, и подготовки предложений по их устранению.
Кружки качества возникли в Японии в начале 1950-х на промышленных предприятиях и изначально назывались «цеховые группы по изучению методов управления качеством». В апреле 1962 года редакционный совет журнала «Управление качеством для мастеров» переименовал их в «кружки качества».
Кружки качества представляют собой группу рабочих одного производственного участка: число участников обычно от 4 до 8 человек. Большая численность, как показывает опыт, не дает возможности «выразиться» каждому участнику. Кружок собирается, как правило, 1 — 2 раза в неделю в рабочее время (а часто и в нерабочее) на 1-1,5 часа.
Основное отличие таких кружков от индивидуального рационализаторства не только в коллективной работе, но и в её целенаправленности, а главное — в существовании единой методической базы. Все члены кружков обучаются методам статистического контроля качества, анализа проблем и выработки оптимальных решений. В итоге появляется возможность содержательно анализировать производственные проблемы, оценивать влияние каждой из них на качество и эффективность работы, разрабатывать конкретные решения и проводить их в жизнь с помощью администрации предприятия.
Однако результаты деятельности кружков контроля качества не исчерпываются прямым экономическим эффектом. Гораздо более важен косвенный эффект, выражающийся созданием морально-психологического климата, способствующего активизации деятельности рабочих по совершенствованию организации труда на собственном участке. Использование японскими фирмами системы материальных и моральных стимулов, и навязчивая пропаганда сформированных стереотипов поведения исподволь приучают к необходимости интенсивного труда с высоким качеством.